# Paukaing
Paukaing est un village située dans le canton de Mingin, dans le district de Kale, dans la région de Sagaing, dans l'ouest de la Birmanie. Il est situé près de Kywegya.